# Kernkraftwerk Davis Besse
Das Kernkraftwerk Davis Besse (englisch Davis Besse Nuclear Power Station) mit einem Druckwasserreaktor liegt im US-Bundesstaat Ohio am Ufer des Eriesees nahe Oak Harbor.

## Geschichte

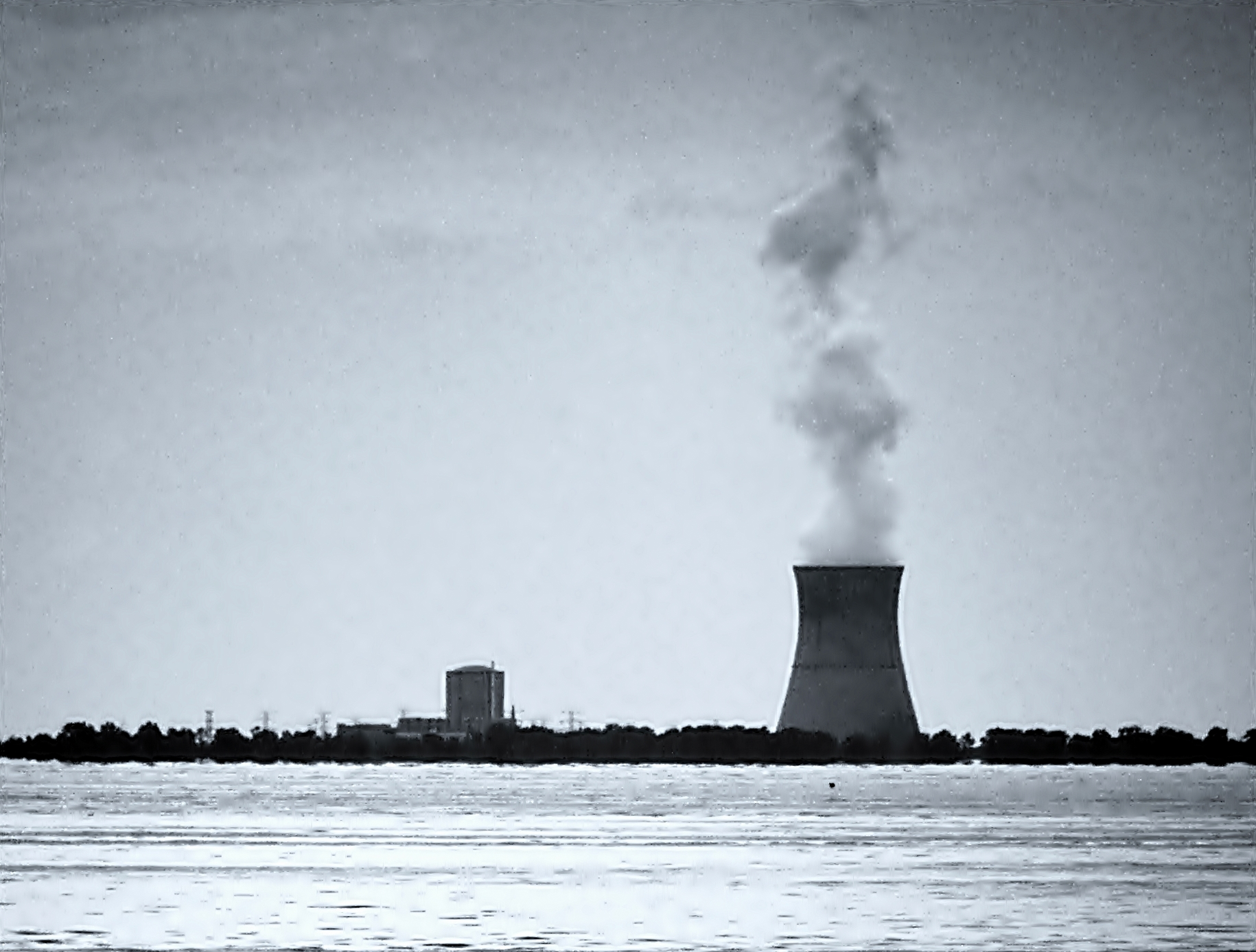
Kernkraftwerk Davis Besse

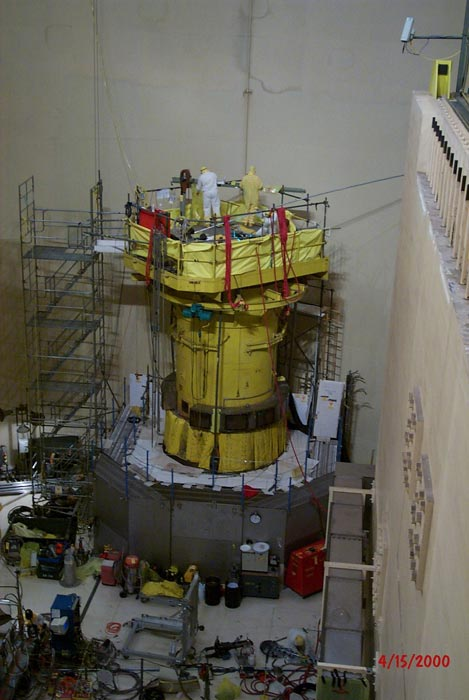
Inspektion des Reaktors

Der Bau des Kraftwerks begann am 24. März 1971, es ging am 28. August 1977 ans Netz. Betrieben wird das Kraftwerk von der Energy Harbor Nuclear Corp, einer Tochter der FirstEnergy Corp.
Der Reaktor ist ein 925 Megawatt-Druckwasserreaktor der Firma Babcock and Wilcox, von 2002 bis Anfang 2004 wurde die Anlage abgeschaltet, um sie zu modernisieren.

## Störfälle
Am 24. September 1977 öffnete sich ein Druckentlastungsventil im Primärkreislauf, weshalb Dampf ausströmte. Das Personal der Schaltwarte konnte längere Zeit die Situation nicht unter Kontrolle bringen. Es bestand die Gefahr, dass durch den starken Kühlmittelverlust der Kern des Reaktors hätte freigelegt und überhitzt werden können. Bevor es dazu kam, konnte das Ventil wieder geschlossen werden. Einige Jahre später wurde der Störfall der Kategorie 3 auf der Internationalen Bewertungsskala für nukleare Ereignisse zugewiesen.
Am 9. Juni 1985 kam es bei der Inbetriebnahme des Kühlsystems zu einer Störung an einer Pumpe, die aufgrund der Fehlbedienung eines Operators eine zu hohe Drehzahl aufwies. Um dem entgegenzuwirken, wurde die Förderleistung gedrosselt. Kurz darauf gab es an einer weiteren Pumpe einen Überdruck. Die Operatoren schalteten die Pumpe ab. Allerdings wurde die Zirkulation des Kühlmittelflusses dadurch gestoppt. Um dem entgegenzuwirken, aktivierte ein Operator die Notspeisewasserpumpen. Erst wurde das Ereignis als „außergewöhnlich“ eingestuft; später untersuchte man den Vorfall genauer und fand heraus, dass es beinahe zur Kernschmelze (Schmelzen des Reaktorkernes) gekommen wäre. Nach Schätzungen der IAEO war der Störfall auf der INES mindestens mit Stufe 4, also „Unfall“ zu werten. 
Im März 2002 stellte man bei einer länger hinausgezögerten Inspektion fest, dass Borsäure nahe einer Steuerstab-Durchführung am Deckel des Reaktordruckbehälters aus dem Reaktor ausgetreten war. Die Borsäure dient zur Steuerung des Reaktors und wird dem Kühlmittel beigeführt. Allerdings reagiert die Säure sehr aggressiv auf Schwermetalle. Aufgrund dessen kam es zu starker Korrosion am Reaktordeckel, sodass nur noch eine einige Millimeter dünne Schicht der Deckel-Innenauskleidung übrig blieb. Fachleute des Oak Ridge National Laboratory berechneten anschließend, dass es im schlimmsten Fall noch fünf Monate gedauert hätte, bis sich ein großes Leck im Reaktordeckel gebildet hätte. Die Nuklearexperten der NGO Union of Concerned Scientists (UCS) kombinierten dieses Szenario mit den Problemen, die vor einigen Jahren im Zusammenhang mit Verstopfungen von Sumpfsieben einiger Kernkraftwerke entdeckt worden waren. Der Kühlwasserverlust aus diesem Leck hätte dazu geführt, dass Isoliermaterialien abgerissen worden wären, die die Pumpensiebe der Notkühlung verstopft hätten. Nach der UCS wären die Folgen anders ausgefallen als im Kernkraftwerk Three Mile Island, in dem es 1979 zu einer Kernschmelze kam. Nach Ansicht der UCS hätte das Containment (Sicherheitsgebäude) versagen können und zwar am wahrscheinlichsten nach rund zwei Tagen beim Durchschmelzen des Coriums durch das Gebäudefundament. Es wird bei diesem Vorgang sehr viel Kohlenmonoxid und Wasserstoff freigesetzt, die unter Reaktion mit Sauerstoff explodieren und das Containment beschädigen können.

Aufgrund der Entdeckungen im Zusammenhang mit dem Reaktordeckel verschärfte die NRC die Aufsicht über das Kraftwerk.

## Laufzeit der Anlage
Die Anlage war ursprünglich für einen Betrieb von 40 Jahren vorgesehen, damit wäre eine Abschaltung zum 22. April 2017 geplant gewesen. Am 10. August 2010 reichte FirstEnergy einen Antrag auf eine 20-jährige Laufzeitverlängerung bei der US-Atomaufsichtsbehörde ein. Diese wurde am 8. Dezember 2015 genehmigt, das AKW darf damit bis zum 22. April 2037 betrieben werden.
Seit den 2010er-Jahren ist die Zukunft der Anlage zunehmend ungewiss. Durch die Schiefergasgewinnung und den Ausbau der erneuerbaren Energien steht auf vielen Strommärkten in den USA ein Überangebot an billigem Strom zur Verfügung, wodurch immer mehr Kernkraftwerke nicht mehr wettbewerbsfähig sind. Eine Reihe von Anlagen (Crystal River, Kewaunee, San Onofre 2 und 3, Vermont Yankee, Fort Calhoun) wurde aus diesen Gründen bereits stillgelegt, weitere Reaktorblöcke (Pilgrim, Three Mile Island 1, Oyster Creek, Indian Point 2 und 3, Palisades, Diablo Canyon 1 und 2) sind zur Stilllegung vorgesehen, die vorzeitige Abschaltung weiterer Anlagen (Prairie Island, Duane Arnold) ist im Gespräch. Neubauprojekte werden abgesagt, zuletzt wurde der Bau von zwei Blöcken am Kernkraftwerk Virgil C. Summer aus wirtschaftlichen Gründen abgebrochen. 
Auf Grund dieser schwierigen Marktlage wirbt FirstEnergy bei den Staatsregierungen von Ohio und Pennsylvania intensiv um eine Subventionierung seiner Atomkraftwerke. Die Anlagen sollen mit öffentlichen Geldern aus Budgets für den Ausbau CO2-freier Energien nach dem Vorbild von New York und Illinois gefördert werden. In diesen Bundesstaaten hat Exelon 2016 die angekündigte Stilllegung von insgesamt sechs Reaktoren (Quad Cities 1 und 2, Clinton, Ginna, Nine Mile Point 1, Fitzpatrick) wieder zurückgezogen, nachdem die jeweiligen Regierungen zugesagt haben, die Anlagen aus Fonds für schadstofffreie Energien zu subventionieren. Im Oktober 2019 erzielten Umweltinitiativen vor Gericht einen Teilerfolg beim Kampf gegen diese Subventionierung. Die Kampagnen von FirstEnergy haben bisweilen (Stand: Februar 2018) in keinem der beiden Bundesstaaten zu einem Erfolg geführt. Seit Monaten kündigt das Unternehmen an, seine Atomkraftwerke, zu denen neben Davis Besse auch Beaver Valley 1 und 2 sowie Perry gehören, zu verkaufen oder stillzulegen, sofern sich die Lage nicht zeitnah ändern sollte. Im Januar 2018 wurde bekannt, dass FirstEnergy auf Grund der finanziellen Schräglage für die folgenden 18 Monate eine Finanzierung über einen Hedge-Fonds in Höhe von 2,5 Milliarden US-Dollar vereinbart hat. 
Medienberichten zufolge stand 2018 eine Entscheidung von FirstEnergy über die Zukunft seiner Atomkraftwerke unmittelbar bevor, der Finanzvorstand teilte am 25. Januar 2018 mit, Davis Besse wäre bereits zur vorzeitigen Stilllegung vorgesehen. Im März 2018 teilte der Betreiber der US-Atombehörde mit, dass das Kraftwerk 2020 stillgelegt werden solle. Am 25. April 2018 gab FirstEnergy bekannt, dass man der Atomaufsichtsbehörde den 31. Mai 2020 als Stilllegungsdatum mitgeteilt hätte.

Im Juli 2019 verabschiedete Ohio das Gesetz House Bill 6, das die Stromkunden mit Subventionen für die AKWs Perry und Davis Besse belastete. Im Juli 2020 wurden der Sprecher des Repräsentantenhauses von Ohio Larry Householder und weitere Personen verhaftet. Ihnen wird vorgeworfen, 60 Millionen Dollar Bestechungsgeld angenommen zu haben, um House Bill 6 durch das Parlament zu bringen.

Am 8. März 2022 wurde der Reaktor für eine geplante Wartung und Austausch der Brennstäbe heruntergefahren und am 19.04. wieder angefahren.

## Daten der Reaktorblöcke
Das Kernkraftwerk Davis Besse hat einen in Betrieb befindlichen Block und zwei verworfene Blöcke:
| Reaktorblock  | Reaktortyp         | Netto- leistung | Brutto- leistung | Baubeginn  | Netzsyn- chronisation | Kommer- zieller Betrieb | Abschaltung                      |
| ------------- | ------------------ | --------------- | ---------------- | ---------- | --------------------- | ----------------------- | -------------------------------- |
| Davis Besse-1 | Druckwasserreaktor | 891 MW          | 925 MW           | 01.09.1970 | 28.08.1977            | 31.07.1978              | (22.04.2037 Lizenzende)          |
| Davis Besse-2 | Druckwasserreaktor | 910 MW          | 960 MW           |            |                       |                         | Projekt am 01.01.1980 aufgegeben |
| Davis Besse-3 | Druckwasserreaktor | 910 MW          | 960 MW           |            |                       |                         | Projekt am 01.01.1980 aufgegeben |